# Contea di Sheridan (Dakota del Nord)
La contea di Sheridan in inglese Sheridan County è una contea dello Stato del Dakota del Nord, negli Stati Uniti. La popolazione al censimento del 2000 era di 1 710 abitanti. Il capoluogo di contea è McClusky.